# Tossal dels Corbs
El Tossal dels Corbs és el cim de més a llevant del Serrat del Ban, en el terme municipal de Conca de Dalt, dins de l'antic terme de Toralla i Serradell, del Pallars Jussà. Fa 1.108,9 m. alt.
És a la part nord-oriental de l'enclavament de Toralla i Serradell, al nord-oest del poble d'Erinyà, just a llevant de les Roques, a la zona coneguda com la Rebollera. Constitueix l'extrem de llevant del Serrat del Ban.